# J. Edward Bromberg
Joseph Edward Bromberg (nato Josef Bromberger; Timișoara, 25 dicembre 1903 – Londra, 6 dicembre 1951) è stato un attore ungherese naturalizzato statunitense.
Inserito nella lista nera di Hollywood, morì nel dicembre 1951 a causa di un infarto del miocardio.

## Filmografia parziale
- Sotto due bandiere (Under Two Flags), regia di Frank Lloyd (1936)
- Sins of Man, regia di Otto Brower e Gregory Ratoff (1936)
- Collegio femminile (Girls' Dormitory), regia di Irving Cummings (1936)
- Ragazze innamorate (Ladies in Love), regia di Edward H. Griffith (1936)
- Cin Cin (Stowaway), regia di William A. Seiter (1936)
- Settimo cielo (Seventh Heaven), regia di Henry King (1937)
- That I May Live, regia di Allan Dwan (1937)
- Mezzanotte a Broadway (Charlie Chan on Broadway), regia di Eugene Forde (1937)
- Sally, Irene and Mary, regia di William A. Seiter (1938)
- Rondine senza nido (Rebecca of Sunnybrook Farm), regia di Allan Dwan (1938)
- Il giuramento dei quattro (Four Men and a Prayer), regia di John Ford (1938)
- Suez, regia di Allan Dwan (1938)
- Jess il bandito (Jesse James), regia di Henry King (1939)
- Hollywood Cavalcade, regia di Irving Cummings, Buster Keaton e Malcolm St. Clair (1939)
- L'isola del diavolo (Strange Cargo), regia di Frank Borzage (1940)
- Il vendicatore di Jess il bandito (The Return of Frank James), regia di Fritz Lang (1940)
- Il segno di Zorro (The Mark of Zorro), regia di Rouben Mamoulian (1940)
- Pacific Blackout, regia di Ralph Murphy (1941)
- Joe l'inafferrabile (Invisible Agent), regia di Edwin L. Marin (1942)
- Life Begins at Eight-Thirty, regia di Irving Pichel (1942)
- La grande fiamma (Reunion in France), regia di Jules Dassin (1942)
- Il fantasma dell'Opera (Phantom of the Opera), regia di Arthur Lubin (1943)
- Il figlio di Dracula (Son of Dracula), regia di Robert Siodmak (1943)
- Le stelle hanno paura (Lady of Burlesque), regia di William A. Wellman (1943)
- Una voce nel vento (A Voice in the Wind), regia di Arthur Ripley (1944)
- Salomè (Salome Where She Danced), regia di Charles Lamont (1945)
- Maschere e pugnali (Cloak and Dagger), regia di Fritz Lang (1946)
- Arco di trionfo (Arch of Triumph), regia di Lewis Milestone (1948)
- Venere e il professore (A Song Is Born), regia di Howard Hawks (1948)
- Ho ucciso Jess il bandito (I Shot Jesse James), regia di Samuel Fuller (1949)
- Guilty Bystander, regia di Joseph Lerner (1950)